# قایناق
قایناق (به لاتین: Qaynaq) یک منطقه مسکونی در جمهوری آذربایجان است که در شهرستان ترتر واقع شده است. قایناق ۱۵۹۰ نفر جمعیت دارد.